# 吉田保 (レコーディングエンジニア)
吉田 保（よしだ たもつ、1946年11月6日 - ）は、埼玉県さいたま市（旧:大宮市）出身の日本のレコーディング & ミキシング・エンジニア。
実妹はシンガーソングライターの吉田美奈子。義弟は音楽家・音楽プロデューサーの生田朗。

## 来歴・人物
- 1968年、東芝音楽工業録音部入社。
- 1976年、RVC（当時）録音部入社。
- 1979年、CBS・ソニー六本木スタジオ、チーフ・エンジニア就任。
- 1989年、(株)サウンド・マジック・コーポレーション設立。
- 2007年、(株)ミキサーズ・ラボにマネージメント業務を委託。
- 2014年、かつて手掛けたアーティストの作品を中心に、自らリマスタリングを手掛けた「吉田保リマスタリング・シリーズ」をソニー・ミュージックダイレクトよりリリース。

- 吉野金次は東芝音楽工業時代のエンジニア仲間である。

## サウンド
吉田のミックスダウンの特徴としては、まず「古典的な三点定位」が挙げられる。三点定位とは、音源を中央に配置するか、完全に右か左に振ってしまうか、というかたちで各音源を定位させる手法で、これはステレオミックスでも最も基本的なものである。現在は楽器の空間配置を考慮して細かく各音源の定位を定めることが多いが、吉田は基本的な定位を未だにこの三点定位で配置する。ドラムスを例に挙げると、バスドラム・スネアドラム・ハイハットはいずれも中央に、タムもゆっくりしたフィルインの場合以外は中央に配置する。クラッシュシンバル・ライドシンバルは完全に左右に振ってしまうことが多い。
次に、吉田の音場を最も特徴付けているのがリバーブの使用法である。吉田のミックスは際立った深みを持つことで知られているが、それは各音源にかなり深いリバーブをかけていることによる。一般に、過剰なリバーブの付与は音場を濁らせ、リズムを不明瞭にする弊害があるのだが、吉田はアタックを抑制し、長いリリースの残響を付与することでこれらの弊害を減らし、深い残響を与えている。これには以前は専らプレートリバーブの代名詞的存在であった「EMT 140」を用いていたが、80年代以降は良好なプレートエコーのシミュレーションが可能なソニー製の「DRE-2000A」、「DPS-R7」の使用を経て、現在はSonnox社のプラグインである「Oxford Reverb」を愛用している。
様々なアーティストのレコーディングに参加しているが、とりわけ大滝詠一と山下達郎の諸作品でのエンジニアリング・ワークが有名である。

## レコーディング参加作品
市川実和子
- 『PINUP GIRL』

大滝詠一
- 『NIAGARA TRIANGLE Vol.1』※86年盤「ドリーミング・デイ」「パレード」「遅すぎた別れ」「新無頼横町」「フライング・キッド」リミックス
- 『GO! GO! NIAGARA』※86年盤リミックス
- 『NIAGARA CALENDAR』※86年盤リミックス
- 『A LONG VACATION』
- 『NIAGARA TRIANGLE Vol.2』※「A面で恋をして」「オリーブの午后」「白い港」「Warter Color」「♥じかけのオレンジ」
- 『EACH TIME』
- 『DEBUT SPECIAL』
- 「幸せな結末」(カップリングの「Happy Endで始めよう」も)
- 「恋するふたり」

大野雄二
- 「愛のバラード」※大野雄二とファンタスティック・ブルー名義

カルロス・トシキ&オメガトライブ
- 『BAD GIRL』
- 『BEST REMIX』※ミキシングのみ
- 『natsuko』

木内美歩
- 「無視線」
- 「片想いを殺したい」
- 「第三者」

キンモクセイ
- 「二人のアカボシ」
- 「七色の風」
- 「夢で逢えたら(総天然色Style)」
- 「熱き心に（New mix）」

ゴスペラーズ
- 「ローレライ」

今野登茂子
- 「BLACK CHRISTMAS/ゆらり」

シュガー・ベイブ
- 『SONGS』※86年盤リミックス

シリア・ポール
- 『夢で逢えたら』※87年盤リミックス

須藤薫
- 『あなただけI LOVE YOU』

THE SQUARE
- 『R・E・S・O・R・T』

スコーピオンズ
- 『蠍団爆発!! スコーピオンズ・ライヴ』

DEEN&原田知世
- 「夢で逢えたら (Single Mix)」

はっぴいえんど
- 「12月の雨の日（シングル・バージョン）」※未発表
- 「はいからはくち（シングル・バージョン）」※小坂忠コーラスバージョン

浜田省吾
- 『Illumination』
- 『MIND SCREEN』
- 『君が人生の時…』
- 『Sand Castle』

ピチカート・ファイヴ
- 『couples』
- 『Bellissima!』

平松愛理
- 『MY DEAR』

フランク永井
- 「WOMAN」

細川たかし
- 「Let's Ondo Again」[2][3]

松田聖子
- 『風立ちぬ』※A面のみ
- 「四月のラブレター/Rock'n'roll Good-bye」

南佳孝
- 「モンロー・ウォーク」
- 「スローなブギにしてくれ」

山下達郎
- 『SPACY』
- 『IT'S A POPPIN' TIME』
- 『GO AHEAD!』
- 『RIDE ON TIME』
- 『FOR YOU』
- 『MELODIES』
- 『BIG WAVE』
- 『POCKET MUSIC』
- 『COZY』
- 『SONORITE』

吉田美奈子
- 『TWILIGHT ZONE』
- 『MONOCHROME』
- 『MONSTERS IN TOWN』
- 『LIGHT'N UP』
- 『IN MOTION』※ライヴ・レコーディングのみ
- 『BELLS』(1986)
- 『EXTREME BEAUTY』
- 『声を聞かせて』
- 『MINAKO YOSHIDA GLORIOUS CONCERT "calling"』
- 『夢で逢えたら2018』※『EIICHI OHTAKI Song Book III 大瀧詠一作品集Vol.3 「夢で逢えたら」』

RAZZ MA TAZZ
- 「夜明け/素敵な君」

渡辺満里奈 / 植木等
- 「うれしい予感/針切じいさんのロケン・ロール」

渡辺満里奈
- 『Ring-a-Bell』

## 吉田保 リマスタリングシリーズ
2014年から2015年にかけてリリースされた、吉田によるリマスタリング・シリーズ。1982年にCDが発売されて以降、デジタル技術の進化により、CDに記録できる音圧は次第に大きくなっていった。しかし、記録できる最大レベルは一定のため、音圧を上げるほど、楽器や声の持つ本来のピーク・レベルをつぶす必要があった。1990年代後半、マスタリング作業にデジタル・コンプレッサーが導入されると、その効果により音圧が飛躍的に上がる一方、楽器が持つ本来の音の強弱や起伏も消す結果となった。そのため派手でクリアでいわゆる「良い音」に聴こえるかもしれないが、耳に負担がかかり、長時間聴くには適さない音になった。音圧競争がエスカレートする中、アナログの限界しか意識しないで作られた当時の作品のリマスタリングには、こうした流れに一考の余地がありそうだという。このシリーズは音圧を稼ぐだけのマスタリングと異なり、ピーク・レベルのコンプレッションを抑えることで、楽器の持つ本来の強弱やシンガーやプレイヤーの表現、そしてアナログ・レコードの臨場感を再現することを目的としたマスタリングが特徴。吉田が当時自身で録音した音はこうだった、あるいはこうあるべきだとの判断でリマスタリングされているため、近年マスタリングされた他のCDと比較すると音圧レベルが小さく感じられるかもしれないが、ボリュームを上げて聴き比べれば、力強くて芯がある音にもかかわらず耳にやさしい、アナログ・レコードのサウンドを想起させる音に仕上げられているという。
第1回13タイトル、第2回7タイトル、第3回6タイトル、第4回5タイトルのほか、杉真理1984年発表の通算6作目のアルバムが、リリース30周年記念盤として吉田による新規リマスタリングでリイシューされた。また、RAJIEのソニーミュージック音源5タイトルも、ブリッジから再発された。いずれも吉田による2014年および2015年リマスタリング音源を使用し、Blu-spec CD2フォーマットが採用された。

### リリース一覧
Sony Music Shop / タワーレコード限定販売（『MISTONE-30th Anniversary Deluxe Edition-』のみSony Music Shop限定）
| アーティスト                     | タイトル                                                          | 品番       | オリジナル発売日 |
| -------------------------------- | ----------------------------------------------------------------- | ---------- | ---------------- |
| 杉真理                           | MISTONE-30th Anniversary Deluxe Edition-                          | DQCL-3050  | 2014年08月22日   |
| 第一弾 （2014年10月8日発売）     |                                                                   |            |                  |
| 吉田美奈子（RCAイヤーズ）        | MINAKO                                                            | MHC7-30002 | 1975年10月25日   |
| 吉田美奈子（RCAイヤーズ）        | MINAKO II                                                         | MHC7-30003 | 1975年12月20日   |
| 吉田美奈子（RCAイヤーズ）        | FLAPPER                                                           | MHC7-30004 | 1976年03月25日   |
| 吉田美奈子（RCAイヤーズ）        | TWILIGHT ZONE                                                     | MHC7-30005 | 1977年03月25日   |
| 南佳孝                           | SOUTH OF THE BORDER                                               | MHC7-30006 | 1978年07月21日   |
| 南佳孝                           | Daydream                                                          | MHC7-30007 | 1983年07月21日   |
| 南佳孝                           | 冒険王                                                            | MHC7-30008 | 1984年06月21日   |
| 南佳孝                           | LAST PICTURE SHOW                                                 | MHC7-30009 | 1986年02月26日   |
| ハイ・ファイ・セット             | Pasadena Park                                                     | MHC7-30010 | 1984年02月25日   |
| ハイ・ファイ・セット             | INDIGO                                                            | MHC7-30011 | 1985年02月25日   |
| ハイ・ファイ・セット             | Sweet Locomotion                                                  | MHC7-30012 | 1986年04月10日   |
| ハイ・ファイ・セット             | Gibraltar                                                         | MHC7-30013 | 1987年04月01日   |
| ハイ・ファイ・セット             | Eyebrow                                                           | MHC7-30014 | 1988年03月21日   |
| 第二弾 （2015年2月11日発売）     |                                                                   |            |                  |
| 吉田美奈子（アルファ・イヤーズ） | 愛は思うまま LET'S DO IT                                          | MHC7-30016 | 1978年10月25日   |
| 吉田美奈子（アルファ・イヤーズ） | MONOCHROME                                                        | MHC7-30017 | 1980年10月21日   |
| 吉田美奈子（アルファ・イヤーズ） | MONSTERS IN TOWN                                                  | MHC7-30018 | 1981年11月21日   |
| 吉田美奈子（アルファ・イヤーズ） | LIGHT'N UP                                                        | MHC7-30019 | 1982年09月21日   |
| 吉田美奈子（アルファ・イヤーズ） | IN MOTION                                                         | MHC7-30020 | 1983年03月25日   |
| ケン田村                         | Light Ace +3 ※ボーナス・トラックとしてアルバム未収録3曲を追加収録 | MHC7-30021 | 1981年02月25日   |
| ケン田村                         | FLY BY SUNSET                                                     | MHC7-30022 | 1982年07月01日   |
| 第三弾 （2015年4月8日発売）      |                                                                   |            |                  |
| EPO                              | DOWN TOWN                                                         | MHC7-30023 | 1980年03月21日   |
| EPO                              | GOODIES                                                           | MHC7-30024 | 1980年11月21日   |
| EPO                              | JOEPO〜1981KHz                                                    | MHC7-30025 | 1981年09月21日   |
| EPO                              | う・わ・さ・に・な・り・た・い                                    | MHC7-30026 | 1982年05月21日   |
| EPO                              | VITAMIN E・P・O                                                   | MHC7-30027 | 1983年04月05日   |
| EPO                              | HI・TOUCH-HI・TECH                                                | MHC7-30028 | 1984年02月21日   |
| 第四弾 （2015年8月5日発売）      |                                                                   |            |                  |
| CINDY                            | Angel Touch                                                       | MHC7-30032 | 1990年06月25日   |
| CINDY                            | Don't be afraid                                                   | MHC7-30033 | 1991年08月25日   |
| 濱田金吾                         | Manhattan in the Rain                                             | MHC7-30034 | 1980年01月21日   |
| 濱田金吾                         | GENTLE TRAVELIN'                                                  | MHC7-30035 | 1981年02月21日   |
| 濱田金吾                         | FEEL THE NIGHT                                                    | MHC7-30036 | 1981年11月05日   |

パートナー企業専売商品（BRIDGE-inc./CS RECORDSより発売。紙ジャケット仕様、数量限定）
| アーティスト | タイトル       | 発売日         | 品番                  | オリジナル発売日 |
| ------------ | -------------- | -------------- | --------------------- | ---------------- |
| RAJIE        | Quatre         | 2014年09月27日 | BRIDGE230 (DYCL-3019) | 1979年           |
| RAJIE        | 真昼の舗道     | 2014年09月27日 | BRIDGE231 (DYCL-3020) | 1980年           |
| RAJIE        | ACOUSTIC MOON  | 2014年09月27日 | BRIDGE232 (DYCL-3021) | 1981年11月21日   |
| RAJIE        | HEART to HEART | 2014年10月27日 | BRIDGE236 (DYCL-3022) | 1977年           |
| RAJIE        | LOVE HEART     | 2014年10月27日 | BRIDGE237 (DYCL-3023) | 1978年12月21日   |